# Asesinato en el hotel de baños
Asesinato en el Hotel de Baños, es el segundo libro del uruguayo Juan Grompone. El mismo fue editado por La Flor del Itapebí, en 1992.

## Reseña
La acción se desarrolla en la localidad balnearia de Piriápolis. Aparecen los personajes de Francisco Piria, su familia, la amante sueca, los obreros anarquistas y comunistas que los detestan. En 1905, un arquitecto europeo fallece misteriosamente... Roberto y Carlitos intentan desentrañar el misterio, muchas décadas después.
Esta obra inspiró el proyecto cinematográfico Piriápolis. Le Socialisme Triomphant.